# Aimé Claeys
Aimé Claeys (Gent, 1996) is een Belgisch acteur. Hij raakte bekend door zijn hoofdrollen in de VRT-series Onder Vuur en 1985.

## Biografie
Claeys behaalde na het secundair in het SKI Gent een bachelor drama aan het KASK Gent. 
In het najaar van 2023 nam hij deel aan De Slimste Mens ter Wereld, waar hij in zijn tweede aflevering de duimen moest leggen tegen Alex Agnew.
In 2024 won hij de Ensor voor beste Acteerprestatie in een hoofdrol voor zijn vertolking als Franky in de VRT- reeks 1985.
Film en televisie
- Wij (2018) - als Thomas
- De twaalf (2019) - als jonge Stefaan Munck
- Sweet Alice (2020)
- Bathroom Stories (2020) - als Jens
- Onder Vuur (2021-2024) - als Tom Lateur
- Billie vs Benjamin (2022) - als buitenwipper
- 1985 (2023) - als Franky Verhellen
- Zonder Afspraak (2023) - als Musti/Jelle
- The Couple Next Door (2023) - als Lars
- De Slimste Mens ter Wereld (2023) - als zichzelf
- Styx (2024) - als Gino
- Knokke Off (2024-2025) - als Thomas Peeters
- BXL (2025) - als Jerre
- Arcadia (2025) - als Ben Barends